# 中浜哲
中浜 哲（なかはま てつ、1897年1月1日 - 1926年4月15日）は、大正時代のテロリスト。本名富岡誓。中浜鉄と書いたこともある。

## 生涯
福岡県企救郡東郷村に生まれる。家は「中津屋」という屋号で魚類仲買商を営んでおり、父は村会議員や特定郵便局長を務める村の名士だった。8人兄弟の5男坊として生まれた誓（ちかい）は福岡県立小倉中学校（現・福岡県立小倉高等学校）に進学するも革命見物のために上海に渡るなど学業を疎かにして落第。激怒した父は僧侶にすると云い出すなど、紆余曲折を経て、1915年（大正4年）、山口県にある私立興風中学校（現・山口県立小野田高等学校）を卒業した。
同校卒業後、陸軍士官学校、海軍兵学校を受験するも落第。上京して宮崎滔天の知遇を得、滔天の保証の下に早稲田大学文学部英文科予科に入学。在校中、滔天の紹介で中国第二革命の見聞のため再び上海に渡る。帰国後、陸軍中野電信隊の工兵二等兵として入隊。中国経験を買われ、天津の支那駐屯軍司令部付きの通信兵として同地に赴任。この間、シベリア出兵の機運が高まるや反対運動を起こし憲兵隊に検挙されて2か月間の重営倉入りを経験する。なお、この運動のために発行したリーフレットで使用したペンネームが「中浜哲（鉄）」だった。
1920年、陸軍を除隊し、加藤一夫の「自由人連盟」に加わる。詩歌、戯曲、小説などを発表。大杉栄、村木源次郎、近藤憲二らの知遇を得る。1922年2月、埼玉県蓮田の「小作人社」に加わる。ここで無二の親友にして同志となる古田大次郎と出会う。古田とはニヒリズムに依るテロリズムを実行することで完全なる意見の一致を見たという。その後、同志の獲得を目的に富川町や三河町の人市に出て立ちん坊として働く。8月、立ちん坊を集め「自由労働者同盟」を結成。また朝鮮人の同志や社会主義団体に頼まれ単身2週間信濃川朝鮮人土工虐殺事件を調べに行き、9月7日、神田青年会館での真相発表演説会に出席したが、検挙され12日間拘留。10月、戸塚町源兵衛に借家を借り、「ギロチン社」の看板を掲げる。メンバーの一人だった倉地啓司によれば「首になった人間の集まりだからギロチン社と名づけた」。ほどなくメンバーの多くは警視庁に拘引、借家も締め出された。代って北千住に新たなアジトを構え、部屋ごとに藍、赤、緑の障子を張った。そのため、アジトは「三色の家」と呼ばれた。この「三色の家」で秘密結社「分黒党」が組織された。
その後、メンバーは大阪方面で「リャク」（クロポトキンの『パンの略取』に由来し、資本家から活動資金を強請り取ることをこう称した）を行なうため来阪。1923年9月1日に発生した関東大震災も大阪で遭遇することになる。16日、大震災の混乱に乗じて大杉栄が虐殺されると、中浜は以下の詩を霊前に捧げて復讐を誓う。
『杉よ！
　眼の男よ！』と
俺は今、骸骨の前に起つて呼びかける。
（略）
慈愛の眼、情熱の眼、
沈毅の眼、果断の眼、
全てが闘争の器に盛られた
信念の眼。
（略）
彼の眼光は太陽だ。
暖かくいつくしみて花を咲かす春の光。
燃え焦がし爛らす夏の輝き、
寂寥と悲哀とを抱き
脱がれて汚れを濯ぐ秋の照り、
萬物を同色に化す冬の明り、
彼の眼は
太陽だつた。
遊星は為に吸いつけられた。
（略）
『杉よ！
　眼の男！
　更生の霊よ！』
大地は黒く汝のために香る。—「杉よ！　眼の男よ！」（抄）
1923年10月4日朝、三重県松阪市路上でメンバーの田中勇之進が登校中の甘粕正彦の弟五郎（中学生・17歳）の襲撃を図るという事件が発生。田中は尾行刑事に取り押さえられ殺人未遂の現行犯で逮捕。取り調べに対し田中は「中浜哲の教唆に依り決心して殺害せんとしたのでありました」と供述。後に中浜もそれを裏づける供述をしている。さらにメンバーは16日には資金獲得を目的として大阪府下布施の十五銀行小坂支店を襲撃、誤って銀行員を刺殺した主犯の古田大次郎はその場から逃亡して地下に潜伏、従犯の河合康左右、小西次郎、小川義雄、内田源太郎は逮捕され、中浜は恐喝殺人未遂で指名手配となる。1924年3月30日、実業同志会の武藤山治から革命資金提供の約束を取り付けていた中浜は関西自由労働組合の伊藤孝一とともに同事務所のある大阪市西区の大日本紡績連合会のビルに赴き、午後4時頃、ビルを出たところを待機していた警官天道巳之助らによって恐喝現行犯で逮捕された。
1925年（大正14年）5月28日、大阪地方裁判所は、中浜ら6人に無期懲役を言い渡した（分離裁判で古田は死刑、控訴せず）。1926年（大正15年）3月6日の控訴審では、6人のうち減刑された者もいたが、中浜には死刑の判決が言い渡された。控訴審訊問では中浜から究極の目標が時の摂政宮である裕仁親王（後の昭和天皇）へのテロルにあったことが詳細に供述されており、それを受けての厳罰だった。
なお、中浜は控訴審訊問の最後で先に死刑になった古田大次郎に思いを馳せ、次のように陳述している。
　古田ハ死刑ヲ執行サレル時特ニ乞フテ菊ヲ求メ其菊ヲ持ツテ絞首台ニ上リ菊ヲ抱イテ死ンデ行ツタト云フ事デアリマス（此間被告誓ノ頬ニ涙数行下ル）時ハ方サニ秋デアリ何モ知ラヌ人達ハ此古田ノ態度ヲ以テ詩人的ナ態度ダトシテ当時人々ハ之レヲ愛シタノデアリマセウガ此古田ガ菊ヲ持ツテ死ンデ行ツタト云フ事ニ付テノ真ノ意味ヲ知ツテ居ルモノハ自分ノ外ニハ誰レモアリマセヌ

　菊トハ自分ト古田トノ間ノ暗号デアリマシテ菊ハ即チ皇室ノ紋デアリマス、目的ヲ遂ケ得ズシテ菊ヲ抱イテ死ンデ行ツタノデシタ（略）
判決後、中浜は上訴権を放棄、一日も早く死刑にするよう主張。同年4月15日、大阪刑務所内で死刑が執行された。享年29。

## 中浜を演じた人物
映画
- 寺十吾『シュトルム・ウント・ドランクッ』（2014年）
- 東出昌大『菊とギロチン』（2018年）